# Basílica de Santa Clara (Nápoles)
Santa Clara (em italiano: Santa Chiara) é um complexo religioso existente em Nápoles, na Itália. Esse complexo é formado por uma basílica, um mosteiro duplo, cripta e um museu arqueológico. Sua construção foi iniciada em 1310, sobre o terreno ocupado anteriormente por antigas termas romanas. Na basílica encontram-se os túmulos do rei Roberto I de Nápoles e de sua esposa, a rainha Sancha de Maiorca, que foi levado para lá somente no início do século XIX, com a instalação da cripta que abriga os restos mortais de membros da Casa de Bourbon-Duas Sicílias.